# Brendan Simbwaye
Brendan Kongongolo Simbwaye (1934-1972) fue un activista namibio anti-apartheid que fue Presidente de la «Unión Nacional Africana de Caprivi» (CANU) y se convirtió en Vicepresidente de la Organización del Pueblo de África del Sudoeste (SWAPO) en 1964, después de que ambas organizaciones se fusionaran. La vida y la prometedora carrera política de Simbwaye se vio interrumpida en 1972 cuando desapareció sin dejar rastro.

## Primeros años
Simbwaye nació en 1934 en Ndangamwa, una aldea cerca de Malindi en la parte oriental de Caprivi. Se educó en la Misión de la Sagrada Familia en Katima Mulilo donde completó el Estándar 6 Superior en 1955. Prosiguió su educación en el «Colegio de Formación de Maestros de Lukulu», en Zambia, donde completó un curso de educación primaria de dos años en 1957. Hizo el Estándar 8 por correspondencia en el Lyceum College, Sudáfrica. Simbwaye fue empleado como profesor en la Misión de la Sagrada Familia en 1957.

## Carrera política
En 1963 Simbwaye renunció a la enseñanza y cofundó el CANU con Mishake Muyongo con el propósito de terminar con el control de Sudáfrica sobre el Caprivi Zipfe oriental. Hacia finales de 1963 se fue a Lusaka, Zambia, para buscar el apoyo de las Naciones Unidas, que en ese momento estaban involucradas en la transición de Zambia hacia la independencia y para consolidar los lazos con el Partido Unido de la Independencia Nacional (UNIP). Durante su estancia en Zambia se puso en contacto con los dirigentes de la SWAPO. A principios de 1964, Simbwaye y Muyongo negociaron la fusión de la CANU y la SWAPO con el líder de la SWAPO, Sam Nujoma, en Zambia. Como resultado de la fusión fue nombrado Vicepresidente de la SWAPO. Simbwaye regresó a Caprivi a finales de marzo de 1964 y fue arrestado en julio cuando estaba a punto de dirigirse a la primera manifestación de la CANU/SWAPO en una aldea cerca de Katima Mulilo. Se le acusó de haber abandonado el país ilegalmente y de haber organizado una reunión pública sin permiso de las autoridades. Fue condenado a tres meses de prisión en la Prisión Central de Windhoek. Después de su liberación se le prohibió volver a entrar en Caprivi sin la aprobación del Ministro responsable de la Administración y el Desarrollo Bantú. Luego fue restringido primero a Warmbad y luego a Khorixas donde fue mantenido en una pequeña prisión.

## Muerte
Se informó de que fue acusado de actividades terroristas en un juicio secreto en Pretoria en 1970. En 1972 se le permitió visitar Caprivi y desapareció allí en circunstancias poco claras en el momento de la visita del representante de las Naciones Unidas Escher. Simbwaye fue presuntamente asesinado por las fuerzas de seguridad sudafricanas en Caprivi durante su visita en 1972.

## Honores
- El edificio Brendan Simbwaye Square en Windhoek fue nombrado después en su honor.
- La escuela primaria Brendan Simbwaye en Katima Mulilo fue nombrada en su honor.
- NS Brendan Simbwaye, un barco patrulla de la Armada de Namibia fue nombrado en su honor.